# La Femme d'à côté
 La Femme d'à côté is een film uit 1981 van regisseur François Truffaut en gaat over een man en een vrouw die vroeger een relatie hadden. Als ze bij toeval elkaars buren worden, laait de liefde weer op. Alleen zijn ze beiden inmiddels getrouwd met een ander.

## Verhaal
Madame Jouve vertelt het tragische verhaal van Mathilde en Bernard, een verhaal over passie, liefde en dood. Mathilde Bauchard is gehuwd met Philippe. Ze huren een afgelegen huis aan een weg. Aan de andere kant van de straat staat nog een huis. Daar wonen Bernard en Arlette Coudray. Beide echtparen raken bevriend en komen bij elkaar over de vloer. Het blijkt echter dat Mathilde en Bernard elkaar al van vroeger kennen en al snel laait de liefde weer in alle hevigheid op. Er volgen geheime afspraakjes in een hotelkamer en de onvermijdelijke leugentjes om de ontrouw te verbergen. Mathilde krijgt echter wroeging. Ze probeert de relatie met haar man weer te herstellen en maakt het uit met Bernard. De laatste kan dit niet verdragen en wordt gewelddadig. Als hij probeert Mathilde te verkrachten, verliest hij zijn laatste restje zelfrespect. Even lijkt het alsof Mathilde zich heeft kunnen vrijmaken van Bernard. Maar dat is schijn, ook Mathilde kan haar passie en liefde voor Bernard niet langer wegduwen. Ze maakt nog een afspraak met hem. Als Bernard in haar armen ligt schiet ze hem door zijn hoofd, zet vervolgens het wapen op haar eigen slaap en haalt de trekker over.

## Achtergrond
Het centrale thema in Truffauts werk is de zoektocht naar liefde en harmonie in het leven. Een moeilijke zoektocht omdat Truffaut in zijn films bijna onoverwinnelijke hindernissen opvoert om dat doel te bereiken. Vaak is er sprake van verstoorde of, zoals in deze film, zelfs gestoorde liefde. Het lijkt wel of de liefde alleen maar slachtoffers kan maken. Madame Jouve, de vertelster van de film, bijvoorbeeld, heeft een houten been. Ooit was zij verliefd op een man en uit liefde voor hem heeft ze geprobeerd zelfmoord te plegen door uit het raam te springen. Truffaut laat zien dat liefde niet zoet en harmonieus is, maar hard en pijnlijk. Zowel Mathilde als Bernard heeft een gelukkig huwelijk, maar zij offeren alles op voor de passie die nog altijd brandt. Als Bernard probeert Mathilde terug te winnen als zij de relatie voor de tweede keer verbreekt, wordt hij gewelddadig, hij is niet langer meer bij zinnen. Mathilde lijkt meer uitgebalanceerd, maar onder haar rustige uiterlijk schuilt de hysterie, dat blijkt wel uit het stripverhaal dat ze tekent. De uitgever schrikt van de gewelddadigheid in de plaatjes en vooral van het bloed dat vloeit, het is de vooraankondiging van het gewelddadige slot op het eind van de film. Truffaut ging voor deze film weer terug naar de tijd van Jules et Jim met zijn het “ni avec toi, ni sans toi” principe. Maar La Femme d'à côté heeft een meer duister karakter. Vrijwel alle humor en lichtvoetigheid, die Truffauts andere film kenmerken, ontbreken. Het noodlot is onafwendbaar.

## Rolverdeling
| Acteur                 | Personage         |
| ---------------------- | ----------------- |
| Gérard Depardieu       | Bernard Coudray   |
| Fanny Ardant           | Mathilde Bauchard |
| Henri Garcin           | Philippe Bauchard |
| Michèle Baumgartner    | Arlette Coudray   |
| Véronique Silver       | Odile Jouve       |
| Roger Van Hool         | Roland Duguet     |
| Philippe Morier-Genoud | de psychiater     |